# Comtesse (Lederwaren)
Comtesse GmbH mit Sitz in Obertshausen im Landkreis Offenbach ist ein Hersteller von Lederwaren. Das Unternehmen hat sich auf die Herstellung von Taschen aus Rosshaargewebe spezialisiert.

## Geschichte
Das Unternehmen wurde 1929 von Adolf D. Kopp gegründet. Ab 1937 begann der Export nach Südamerika, ab 1948 auch nach Nordamerika. 1953 wurde die Marke Comtesse eingeführt. Comtesse wurde Teil des EganaGoldpfeil-Konzerns und war zuletzt neben Goldpfeil die hochpreise Serie und eine bekannte Marke der Offenbacher Lederwarenindustrie. Comtesse öffnete Verkaufsfilialen in Asien (Tokio 1983, Taiwan 2005); Comtesse-Produkte wurde weltweit auch in den Filialen von Goldpfeil verkauft. Nach dem Konkurs des EganaGoldpfeil-Konzerns wurde 2008 die Comtesse GmbH in Dietzenbach gegründet und vom Schweizer Modeunternehmen Akris erworben, von diesem aber 2014 wieder veräußert.

## Resonanz
Auf der Weltausstellung in Brüssel 1958 erhielt das Unternehmen eine Goldmedaille für herausragendes Kunsthandwerk.
Zur Hochzeit der japanischen Kronprinzessin Masako 1993 trug diese eine Comtesse-Tasche, 1998 belieferte das Unternehmen den Hof von Thailand, 2003 Prinzessin Madeleine von Schweden.